# Gian-Luca Itter
Gian-Luca Itter, né le 5 janvier 1999 à Giessen, est un footballeur allemand  qui évolue au poste de défenseur au Greuther Fürth.

## Biographie

### En club

#### VfL Wolfsburg
Gian-Luca Itter signe son premier contrat professionnel avec le VfL Wolfsburg en janvier 2017, un contrat d'une durée de quatre ans. Il joue son premier match en Bundesliga avec le VfL Wolfsburg face au Bayern Munich lors de la sixième journée de la saison 2017-2018.

#### SC Fribourg
Le 27 mai 2019, il s'engage avec le SC Fribourg.

## Palmarès
- SpVgg Greuther Fürth
  - 2. Bundesliga
    - Vice-Champion en 2021

## Statistiques
| Saison                | Club                  | Championnat           | Championnat | Championnat | Coupe(s) nationale(s) | Coupe(s) nationale(s) | Supercoupe | Supercoupe | Compétition(s) continentale(s) | Compétition(s) continentale(s) | Compétition(s) continentale(s) | Total | Total |
| Saison                | Club                  | Division              | M.          | B.          | M.                    | B.                    | M.         | B.         | Comp.                          | M.                             | B.                             | M.    | B.    |
| 2017-2018             | VfL Wolfsburg         | Bundesliga            | 5           | 0           | -                     | -                     | -          | -          | -                              | -                              | -                              | 5     | 0     |
| 2018-2019             | VfL Wolfsburg         | Bundesliga            | 2           | 0           | -                     | -                     | -          | -          | -                              | -                              | -                              | 2     | 0     |
| Sous-total            | Sous-total            | Sous-total            | 7           | 0           | -                     | -                     | -          | -          | -                              | -                              | -                              | 7     | 0     |
| 2019-2020             | SC Fribourg           | Bundesliga            | 3           | 0           | -                     | -                     | -          | -          | -                              | -                              | -                              | 3     | 0     |
| 2020-2021             | SC Fribourg           | Bundesliga            | -           | -           | -                     | -                     | -          | -          | -                              | -                              | -                              | 0     | 0     |
| Sous-total            | Sous-total            | Sous-total            | 3           | 0           | -                     | -                     | -          | -          | -                              | -                              | -                              | 3     | 0     |
| 2020-2021             | Greuther Fürth (prêt) | 2.Bundesliga          | 8           | 0           | 1                     | 0                     | -          | -          | -                              | -                              | -                              | 9     | 0     |
| 2021-2022             | Greuther Fürth (prêt) | Bundesliga            | 23          | 0           | -                     | -                     | -          | -          | -                              | -                              | -                              | 23    | 0     |
| 2022-2023             | Greuther Fürth        | 2.Bundesliga          | 19          | 0           | 1                     | 0                     | -          | -          | -                              | -                              | -                              | 20    | 0     |
| 2023-2024             | Greuther Fürth        | 2.Bundesliga          | 11          | 0           | 1                     | 0                     | -          | -          | -                              | -                              | -                              | 12    | 0     |
| Sous-total            | Sous-total            | Sous-total            | 61          | 0           | 3                     | 0                     | -          | -          | -                              | -                              | -                              | 64    | 0     |
| Total sur la carrière | Total sur la carrière | Total sur la carrière | 72          | 0           | 3                     | 0                     | -          | -          | -                              | -                              | -                              | 75    | 0     |

## Distinctions personnelles
- Médaille d'or Fritz Walter des moins de 17 ans en 2016[6].